# Franc Lasič
Franc Lasič, slovenski filantrop, * 1943, Haloze.
Kot član humanitarne organizacije Aesculap je od julija 1991 v Slovenijo dostavljal humanitarno pomoč.

## Odlikovanja in nagrade
Leta 1992 je prejel častni znak svobode Republike Slovenije z naslednjo utemeljitvijo: »za zasluge pri organiziranju in izvajanju humanitarne pomoči«.